# أوروش إلزوفيتش
أوروش إلزوفيتش مواليد 28 يناير 1982 في بانيا لوكا، صربيا، هو لاعب كرة يد صربي يلعب كظهير أيسر. مثل منتخب صربيا لكرة اليد.

## سجل المنافسة
شارك في البطولات التالية:
- بطولة أوروبا لكرة اليد للرجال 2016